# Pirita (rivière)
La Pirita (en estonien : Pirita jõgi) est un fleuve d'Estonie, long de 106,9 km qui se jette dans la baie de Tallinn, une partie du golfe de Finlande,,.

## Présentation
Les affluents du côté gauche, Kuivajõgi et Tuhala jõgi, s'écoulent par endroits sous terre comme des rivières souteraines. 
Le canal Jägala-Pirita est aussi un affluent de la rivière Pirita.
Par le canal Vaskjala-Ülemiste commençant au barrage de Vaskjala, une partie de l'eau de la rivière se jette dans le lac Ülemiste et fait partie du système d'approvisionnement en eau de Tallinn.
Dans son cours inférieur, la vallée fluviale est protégée dans le cadre de la réserve paysagère de la vallée de la rivière Pirita. 
Parmi les autres espaces protégés au bord de la rivière citons le parc du manoir Ravila, la réserve naturelle de Kämbla, le parc du manoir Kose-Uuemõisa, la réserve naturelle de Laukesoo. 
La rivière abrite également de nombreuses espèces protégées et de nombreux sites.
Le bassin versant de la Pirita a une superficie de 807,8 km2.

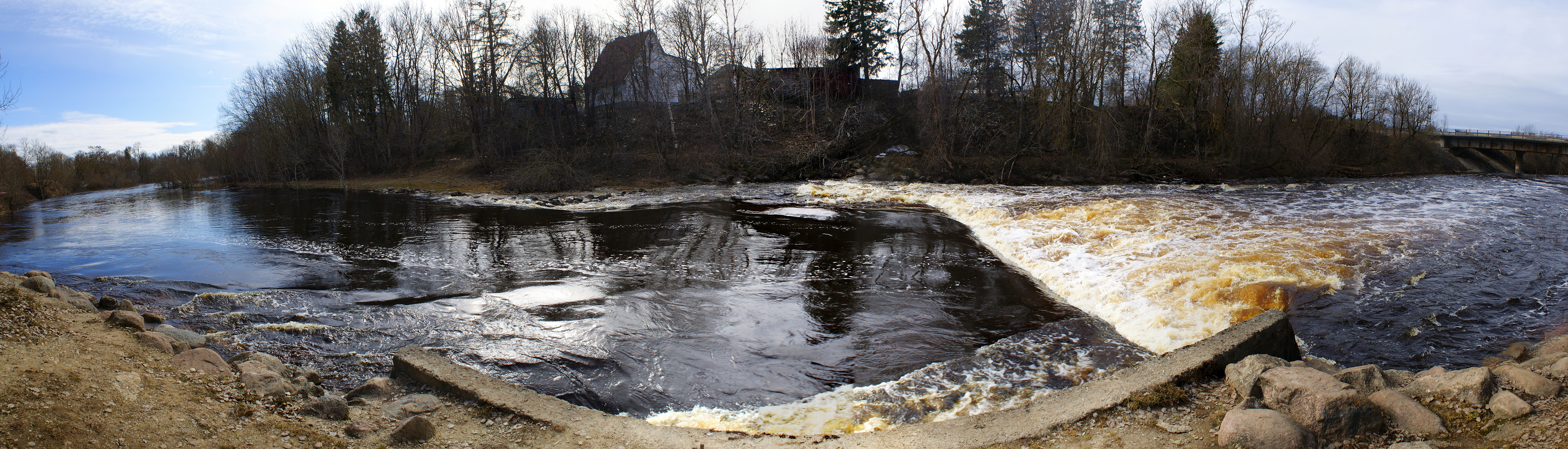

## Histoire
Le port de Pirita situé dans son estuaire a accueilli des épreuves de voile des jeux olympiques de Moscou en 1980.

## Galerie

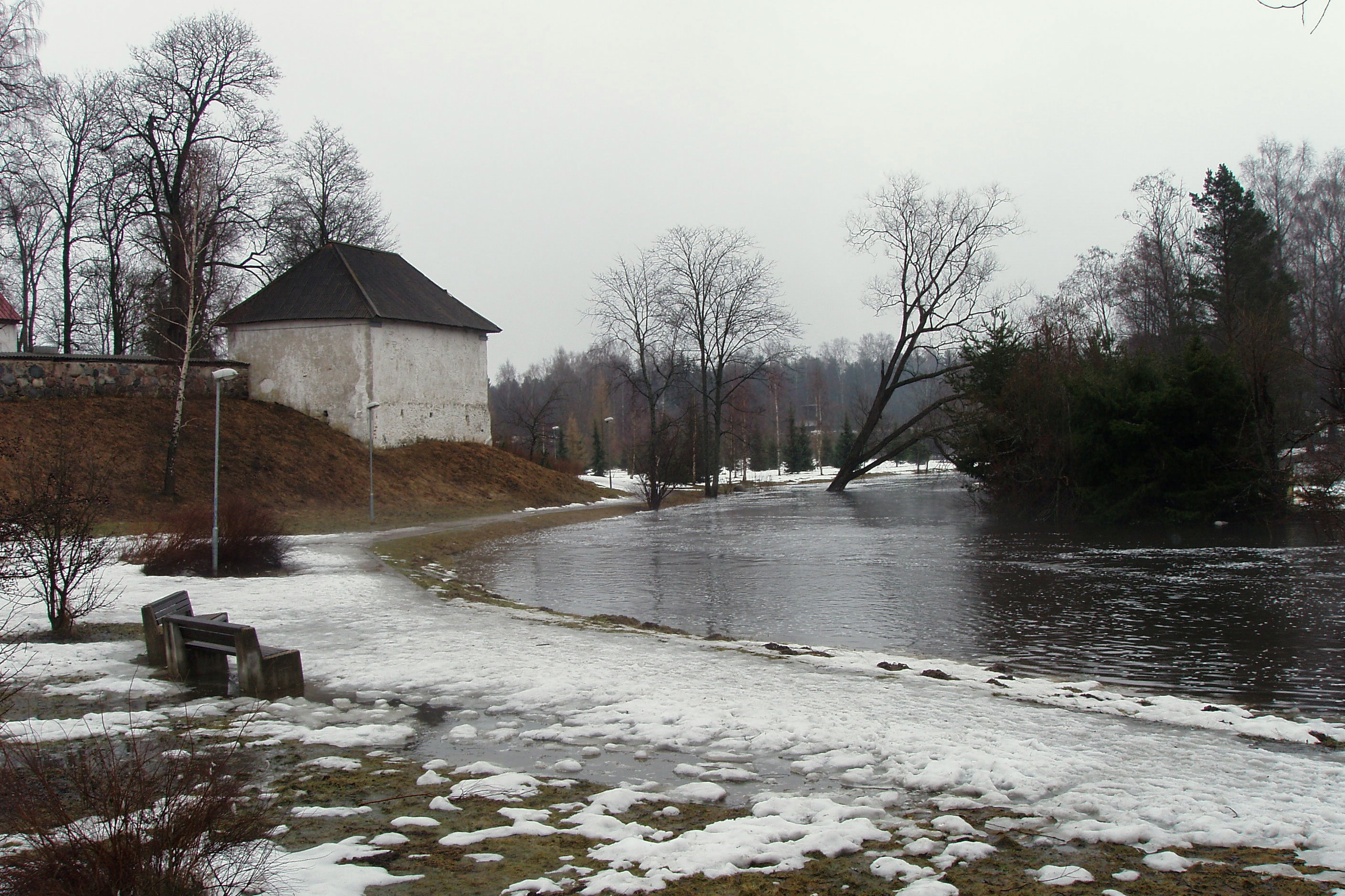
Inondation de printemps à Kose.
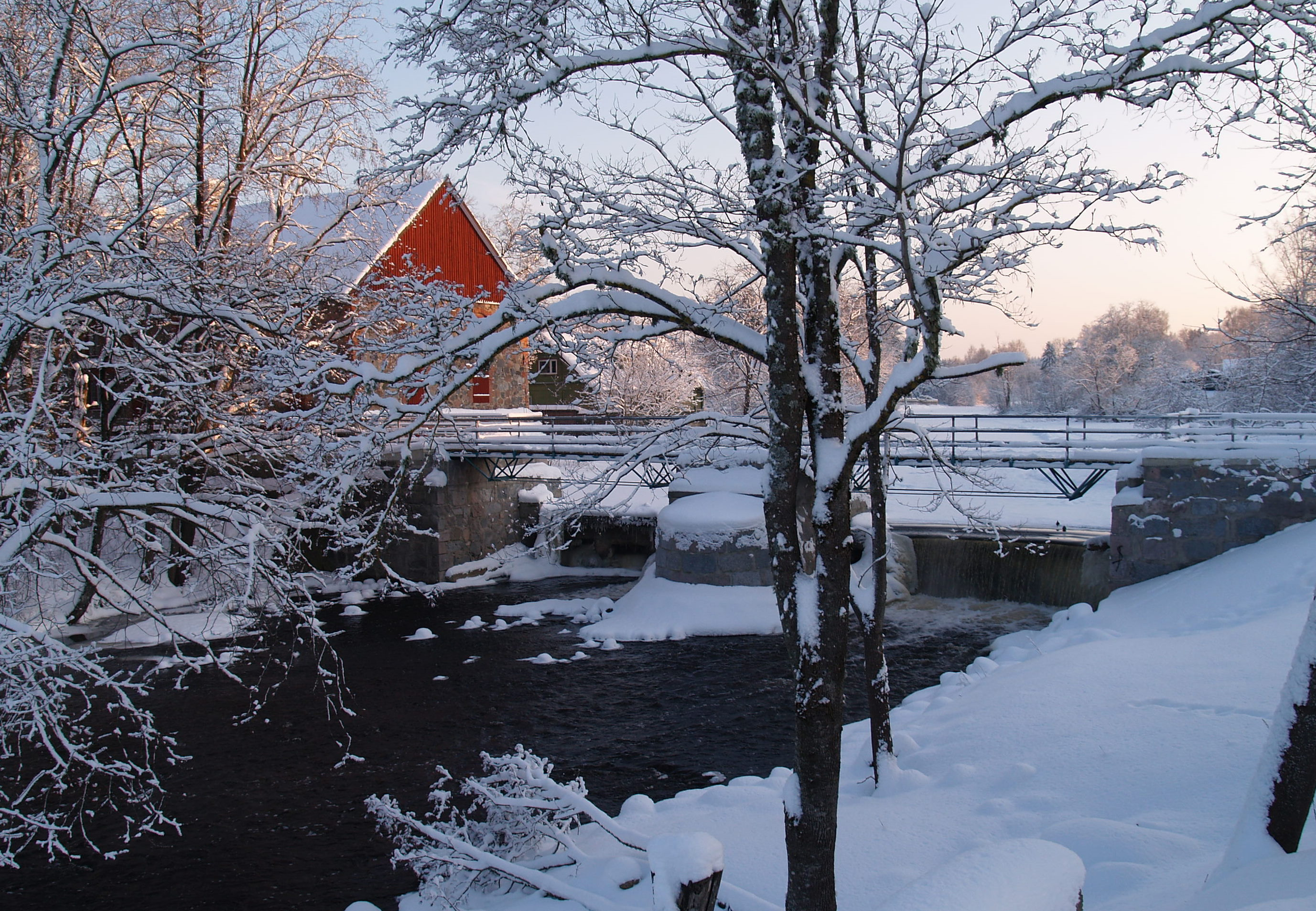
Pont piétonnier à Kose.
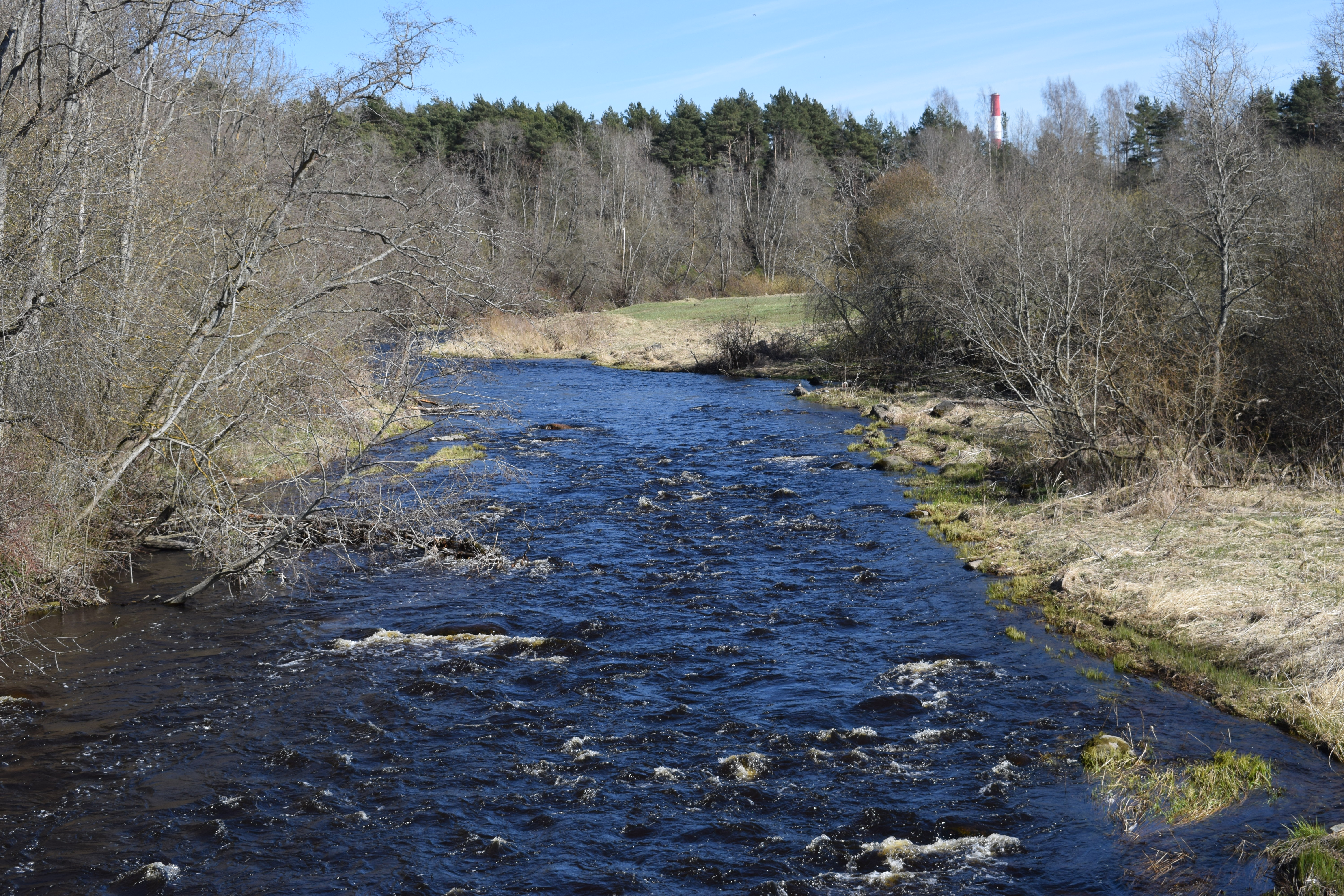
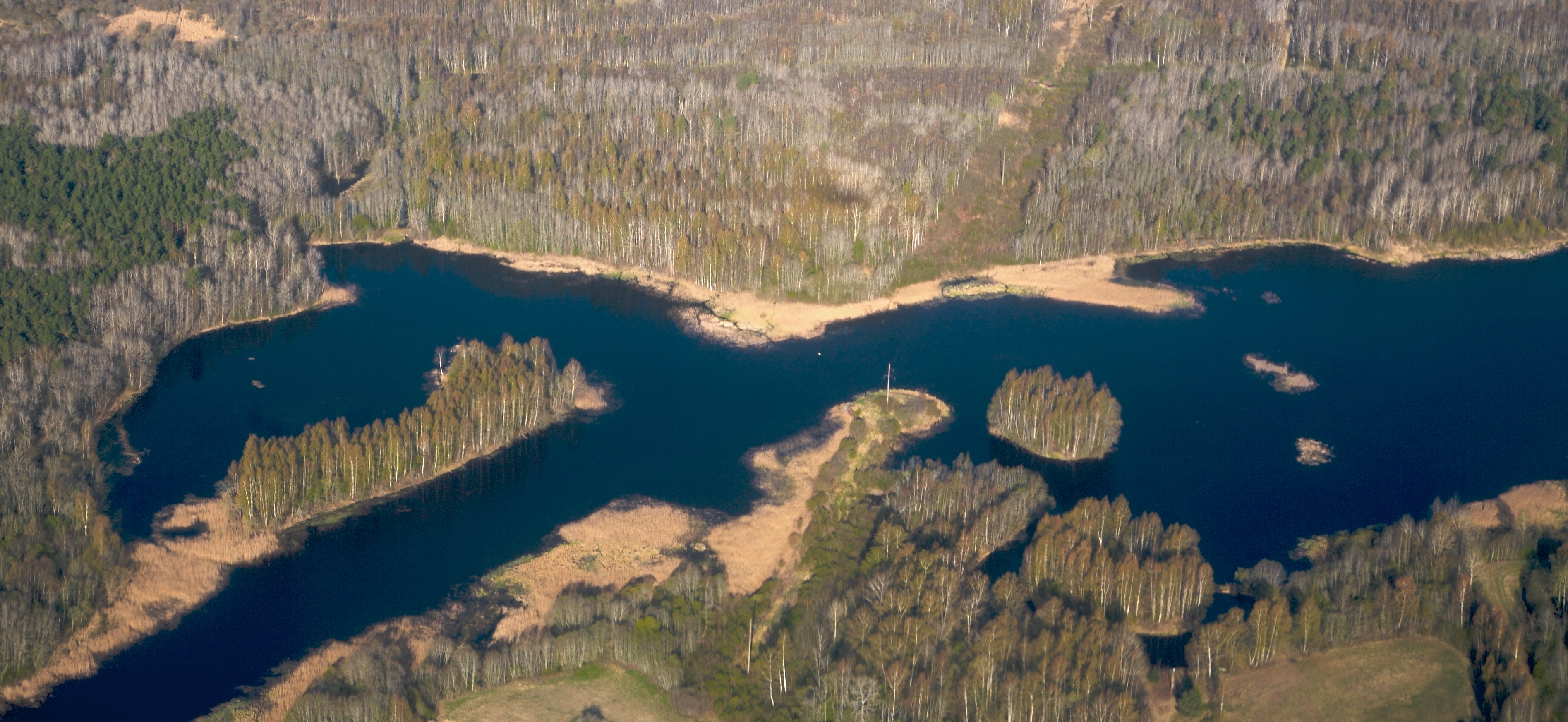
Vue aérienne du fleuve Pirita près de Jüri.

### Source
- (en) Cet article est partiellement ou en totalité issu de l’article de Wikipédia en anglais intitulé « Pirita River » (voir la liste des auteurs).